# Klenovské Blatá
Klenovské Blatá je přírodní rezervace v oblasti Muráňská planina.
Nachází se v katastrálním území obcí Čierny Balog a Klenovec v okrese Brezno a okrese Rimavská Sobota v Banskobystrickém kraji. Území bylo vyhlášeno či novelizováno v letech 1981, 1998 na rozloze 4,3600 ha. Ochranné pásmo nebylo stanoveno.